# Lacroix-sur-Meuse
Lacroix-sur-Meuse és un municipi francès situat al departament del Mosa i a la regió del Gran Est. L'any 2007 tenia 702 habitants.

## Demografia

### Població
El 2007 la població de fet de Lacroix-sur-Meuse era de 702 persones. Hi havia 255 famílies, de les quals 50 eren unipersonals (25 homes vivint sols i 25 dones vivint soles), 90 parelles sense fills, 90 parelles amb fills i 25 famílies monoparentals amb fills.
La població ha evolucionat segons el següent gràfic:
Habitants censats

### Habitatges
El 2007 hi havia 306 habitatges, 271 eren l'habitatge principal de la família, 11 eren segones residències i 24 estaven desocupats. 283 eren cases i 23 eren apartaments. Dels 271 habitatges principals, 169 estaven ocupats pels seus propietaris, 93 estaven llogats i ocupats pels llogaters i 8 estaven cedits a títol gratuït; 1 tenia una cambra, 2 en tenien dues, 17 en tenien tres, 62 en tenien quatre i 189 en tenien cinc o més. 230 habitatges disposaven pel capbaix d'una plaça de pàrquing. A 111 habitatges hi havia un automòbil i a 138 n'hi havia dos o més.

### Piràmide de població
La piràmide de població per edats i sexe el 2009 era:
| Homes | Edats   | Dones |
| ----- | ------- | ----- |
| 0     | 95 o +  | 0     |
| 0     | 90 a 94 | 0     |
| 8     | 85 a 89 | 8     |
| 0     | 80 a 84 | 0     |
| 12    | 75 a 79 | 24    |
| 12    | 70 a 74 | 4     |
| 16    | 65 a 69 | 28    |
| 12    | 60 a 64 | 12    |
| 4     | 55 a 59 | 12    |
| 24    | 50 a 54 | 16    |
| 32    | 45 a 49 | 28    |
| 28    | 40 a 44 | 28    |
| 8     | 35 a 39 | 24    |
| 20    | 30 a 34 | 12    |
| 12    | 25 a 29 | 20    |
| 16    | 20 a 24 | 16    |
| 20    | 15 a 19 | 20    |
| 24    | 10 a 14 | 12    |
| 20    | 5 a 9   | 16    |
| 12    | 0 a 4   | 16    |

## Economia
El 2007 la població en edat de treballar era de 423 persones, 324 eren actives i 99 eren inactives. De les 324 persones actives 297 estaven ocupades (161 homes i 136 dones) i 27 estaven aturades (9 homes i 18 dones). De les 99 persones inactives 30 estaven jubilades, 29 estaven estudiant i 40 estaven classificades com a «altres inactius».

### Ingressos
El 2009 a Lacroix-sur-Meuse hi havia 284 unitats fiscals que integraven 738 persones, la mediana anual d'ingressos fiscals per persona era de 16.788 €.

### Activitats econòmiques
Dels 20 establiments que hi havia el 2007, 1 era d'una empresa alimentària, 4 d'empreses de comerç i reparació d'automòbils, 1 d'una empresa de transport, 4 d'empreses d'hostatgeria i restauració, 1 d'una empresa d'informació i comunicació, 1 d'una empresa immobiliària, 1 d'una empresa de serveis, 5 d'entitats de l'administració pública i 2 d'empreses classificades com a «altres activitats de serveis».
Dels 6 establiments de servei als particulars que hi havia el 2009, 1 era una gendarmeria, 1 oficina de correu, 1 empresa de construcció, 1 perruqueria i 2 restaurants.
Dels 3 establiments comercials que hi havia el 2009, 1 era una botiga de més de 120 m², 1 una botiga de menys de 120 m² i 1 una fleca.
L'any 2000 a Lacroix-sur-Meuse hi havia 11 explotacions agrícoles que ocupaven un total de 786 hectàrees.

## Equipaments sanitaris i escolars
L'únic equipament sanitari que hi havia el 2009 era una farmàcia.
El 2009 hi havia una escola elemental.

## Poblacions més properes
El següent diagrama mostra les poblacions més properes.